# Glenn van Straatum
Glenn van Straatum (26 de enero de 1959) es un exfutbolista surinamés que jugó en la posición de mediocampista, llegando a ser internacional absoluto con su país entre 1976 y 1978. Fue entrenador del extinto club California Victory en 2007. 

## Trayectoria como jugador

### Carrera profesional
Van Straatum jugó en el SV Transvaal de la Primera división de Surinam entre 1974 y 1978. Posteriormente emigró a los Estados Unidos donde jugó en la Universidad de San Francisco entre 1978 y 1982. También se desempeñó en algunos clubes semi-profesionales del área de San Francisco (Greek-Americans FC, Hellas FC, San Francisco Italian Athletic Club, San Francisco Glens) hasta 1989.

### Selección nacional
Fue internacional con la selección de Surinam entre 1976 y 1978.

## Trayectoria como entrenador
Van Straatum tuvo un paso muy fugaz como entrenador del California Victory de la USL First Division estadounidense en el 2007 ya que el club desapareció. Actualmente se desempeña como formador de jugadores y director del coaching del East Bay United.